# Rebelde (trilha sonora de 2011)
A música é um dos principais elementos da telenovela brasileira Rebelde. Na trama, os seis personagens principais – Alice, Carla, Diego, Pedro, Roberta e Tomás – formam uma banda fictícia intitulada Rebeldes, e os seis atores que interpretam tais personagens – respectivamente, Sophia Abrahão, Mel Fronckowiak, Arthur Aguiar, Micael Borges, Lua Blanco e Chay Suede – passaram a atuar como um grupo musical real com o mesmo nome.
A banda NX Zero teve significativa participação na composição do álbum de estreia homônimo do Rebeldes. A canção de abertura da telenovela, intitulada "Rebeldes para Sempre" e gravada pelos protagonistas em março de 2011, foi escrita por Di Ferrero, vocalista da banda, o guitarrista Gee Rocha, ao lado do produtor Rick Bonadio. Os três também escreveram várias canções que foram incluídas no álbum do grupo.

## História
Todas as quatorze canções que integrariam, inicialmente, a trilha sonora da telenovela seriam inéditas, não estando prevista a regravação de nenhuma das composições originalmente utilizadas pela telenovela mexicana ou pelo grupo RBD. Em julho de 2011, a RecordTV revelou que a banda formada na telenovela se chamaria Rebeldes.

### Formação da banda
O cantor Chay Suede participou da quinta temporada do reality show brasileiro Ídolos e logo após ser eliminado do programa, em setembro de 2010, já era cogitado para integrar o elenco da telenovela, em razão de sua popularidade junto ao público.
O grupo fez seu primeiro show no palco do Festival NoCapricho, da revista Capricho, e em seguida estrearam sua primeira turnê, com o simples título de Rebelde, numa apresentação no Pepsi on Stage em Porto Alegre, no dia 30 de outubro de 2011.[carece de fontes?]

### Trilha sonora
Ao decorrer da trama, várias canções foram lançadas. Duas em 26 de agosto de 2011: "Outra Frequência", um dueto entre Sophia Abrahão e Mel Fronckowiak e "Tchau pra Você", por Chay Suede.
Além da trilha sonora composta para os atores da novela, foi exibida uma trilha sonora paralela até que a banda Rebeldes fosse formada, com nomes importantes como Adriana Calcanhotto, cantando o tema de Roberta (Lua Blanco) e Diego Arthur Aguiar), Diego Moraes, cantando o tema da Vila Lene e Luiza Possi, cantando o tema de Eva Messi (Adriana Garambone). Além de cantores do casting da RecordTV, como Hellen Lyu, cantando o tema de Pilar (Rayana Carvalho), e Octávio Cardozzo, cantando o tema de Jonas (Floriano Peixoto).
| N.º | Título                                              | Artista                     | Duração |  |
| 1.  | "Rebelde para Sempre" (Tema de abertura de Rebelde) | Rebeldes                    |         |  |
| 2.  | "Desculpe o Auê" (Tema de Eva Messi)                | Luiza Possi                 |         |  |
| 3.  | "Medo de Amar Nº 3" (Tema de Diego e Roberta)       | Adriana Calcanhotto         |         |  |
| 4.  | "De Janeiro a Janeiro" (Tema de Alice)              | Roberta Campos e Nando Reis |         |  |
| 5.  | "Agito e Uso" (Tema de Pilar)                       | Hellen Lyu                  |         |  |
| 6.  | "Garoto Errado" (Tema de Roberta)                   | Manu Gavassi                |         |  |
| 7.  | "Blackout" (Tema de Tomás)                          | Faibe                       |         |  |
| 8.  | "Não Quero Dinheiro" (Tema de Jonas)                | Octávio Cardozzo            |         |  |
| 9.  | "Me Liga"                                           | Brunna & Mateus             |         |  |
| 10. | "Você tá de Bobeira"                                | Fernanda Pinto              |         |  |
| 11. | "Talvez" (Tema de Franco e Beth)                    | Antiquarius                 |         |  |
| 12. | "Só pro Meu Prazer" (Tema de Pedro e Alice)         | Gabriel Guerra              |         |  |
| 13. | "Te Amo, Que Mais Posso Dizer"                      | Ricardo & Eduardo           |         |  |
| 14. | "Do Meu Lado" (Tema de Silvia e Leonardo)           | Erick Von Sohsten           |         |  |
| 15. | "Café Soçaite"                                      | Diego Moraes                |         |  |
| 16. | "Conga, Conga, Conga"                               | Marília Bessy               |         |  |

Outras músicas não incluídas
- "Erva Venenosa" - Rita Lee (tema de Pilar)

## Discografia
O álbum de estreia da banda, autointitulado Rebeldes, foi lançado no dia 30 de setembro de 2011 pela EMI Music em parceria com a Record Entretenimento. O projeto foi criado para ser utilizado como trilha sonora da telenovela Rebelde, exibida pela RecordTV de 21 de março de 2011 a 12 de outubro de 2012. Com 14 faixas inéditas e uma versão acústica de uma das faixas, o álbum possui como intérpretes das canções os protagonistas da telenovela. O álbum foi inteiramente produzido por Rick Bonadio e possui composições de Bonadio, Di Ferrero, Gee Rocha, Eric Silver e Cris Morena (criadora da original argentina Rebelde Way). As canções "Rebelde para Sempre", "O Amor Está em Jogo" e "Do Jeito que Eu Sou" haviam sido gravadas no final de maio de 2011 e algumas delas foram lançadas nas rádios para divulgar o projeto, como por exemplo a canção "Do Jeito que Eu Sou", interpretada por Lua Blanco.[carece de fontes?]
Em novembro de 2011, o álbum recebeu a certificação de ouro, pela venda de mais de 40 mil cópias no Brasil.